# Liste der Monuments historiques in Leuglay
Die Liste der Monuments historiques in Leuglay führt die Monuments historiques in der französischen Gemeinde Leuglay auf.

## Liste der Immobilien
| Bezeichnung         | Beschreibung | Standort                                 | Kennzeichnung | Schutzstatus | Datum     | Bild           |
| ------------------- | --- | ---------------------------------------- | ------------- | ------------ | --------- | -------------- |
| La Courroierie      | Maison basse der Laienbrüder der Chartreuse de Lugny mit Kapelle, 12. und 13. Jahrhundert | südöstlich des Ortes an der D 928 (Lage) | PA00112511    | Inscrit      | 1925 1999 | weitere Bilder |
| Chartreuse de Lugny | 1172 gegründetes Kartäuserkloster, nach der Französischen Revolution aufgehoben und 1791 als Nationalgut verkauft; Kirche, 13. Jahrhundert, 1560 und im 18. Jahrhundert umgestaltet, die übrigen Gebäude im Wesentlichen aus dem 18. Jahrhundert; mit den unbebauten Flächen innerhalb der Klausursmauer | südöstlich des Ortes an der D 928 (Lage) | PA00125317    | Inscrit      | 1993      |                |

## Liste der Objekte
| Bezeichnung                     | Beschreibung                                   | Standort                       | Kennzeichnung | Schutzstatus | Datum | Bild |
| ------------------------------- | ---------------------------------------------- | ------------------------------ | ------------- | ------------ | ----- | ---- |
| Skulptur Christus in der Marter | Holz, farbig gefasst, 18. oder 19. Jahrhundert | in der Kirche St-Martin (Lage) | PM21001374    | Classé       | 1933  |      |